# كلوريد الرصاص الثنائي
كلوريد الرصاص الثنائي مركب كيميائي له الصيغة PbCl2 ، ويكون على شكل مسحوق بلوري أبيض.تجدر الإشارة إلى أن عدد أكسدة الرصاص في هذا المركب +2 كما يظهر الاسم.

## الخواص
- ينحل مركب كلوريد الرصاص الثنائي بشكل ضعيف في الماء، كما ينحل في حمض كلور الماء المركز وفي محاليل الكلوريدات القلوية مشكلاً معقدات كلورية.
- يتميز مركب كلوريد الرصاص الثنائي بأن مصهوره له ناقلية كهربائية جيدة .

## تواجده في الطبيعة
يتواجد مركب كلوريد الرصاص الثنائي في الطبيعة على شكل فلز الكوتونيت.

## التحضير
يحضر مركب كلوريد الرصاص الثنائي من حل أكسيد الرصاص الثنائي في حمض كلور الماء حسب المعادلة

## الاستخدامات
يستخدم مركب كلوريد الرصاص الثنائي في تحضير مركبات الرصاص العضوية.